# 人民戦線事件
人民戦線事件（じんみんせんせんじけん）とは、1937年（昭和12年）12月15日および翌1938年（昭和13年）2月1日、コミンテルンの反ファシズム統一戦線の呼びかけに呼応して日本で人民戦線の結成を企てたとして、労農派系の政治家や運動家、大学教授・学者グループが一斉検挙された事件である。この事件を機に、日本共産党に限定されていた検挙が、コミンテルンと無関係な非共産党のマルキスト・社会主義者一般に及ぶようになっていった。治安維持法第1条の目的遂行罪が拡大解釈されて適用された典型例として知られる。

## 背景

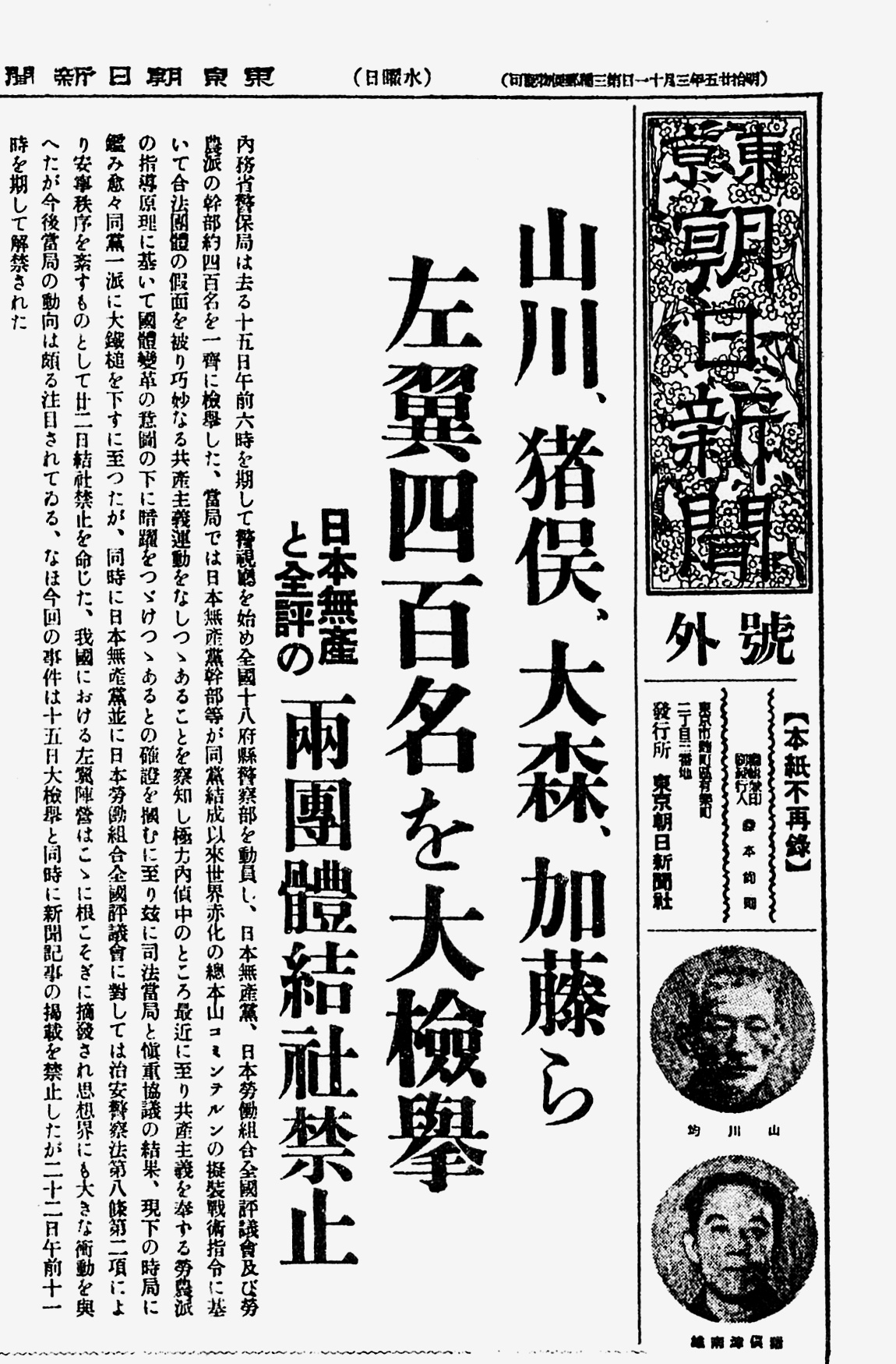
第一次検挙を報じる『東京朝日新聞』（1937年12月22日付号外1面）

1935年7月、モスクワでコミンテルン第7回大会が開かれ、それまでの方針を転換し、敵対していた社会民主主義勢力と提携し、反ファシズム統一戦線を結成することが宣言された。1936年2月に岡野(野坂参三)、田中(山本懸蔵)の連名で「日本の共産主義者へのてがみ」を発表、方針転換を伝えるこの手紙はアメリカを経由して日本国内に密かに持ち込まれた。
日本において人民戦線運動の主体となったのは、労農派(同人雑誌『労農』を中心としたグループ)である。労農派が1段階革命論(プロレタリア革命)に立脚しコミンテルンの2段階革命論(ブルジョア革命とプロレタリア革命)に反発したのに対して、コミンテルンの路線に従ったグループが「講座派」である。
講座派はコミンテルンの方針に従ったとはいえ日本共産党の再建を計画した事実はなかったにもかかわらず、警視庁は1936年7月、講座派の学者たちを検挙した。検挙の理由は、講座派の学者たちが日本共産党の再建の「指導体」である、というものだった。この事件が「コム・アカデミー事件」である。この事件以後、日本共産党の再建運動に関係するものは、それが緩やかな活動であっても軒並み検挙されるようになった。
このような動きには、検挙する側の特別高等警察(特高警察)や思想検察の内部事情があった。この頃、特高警察や思想検察が検挙すべき対象はあらかたなくなってしまっていた。このことは、1935年から1936年にかけての予算減・人員減となって表れており、彼らは組織防衛のために新たに検挙対象を見つけようとした。そこで、2・26事件の後から高まりだした反ファッショの機運をコミンテルンの人民戦線戦術と結び付け、共産主義の一環であると断定して検挙の対象を新たに作り出した。
人民戦線事件はこの流れの中で生じた事件である。

## 事件の経過

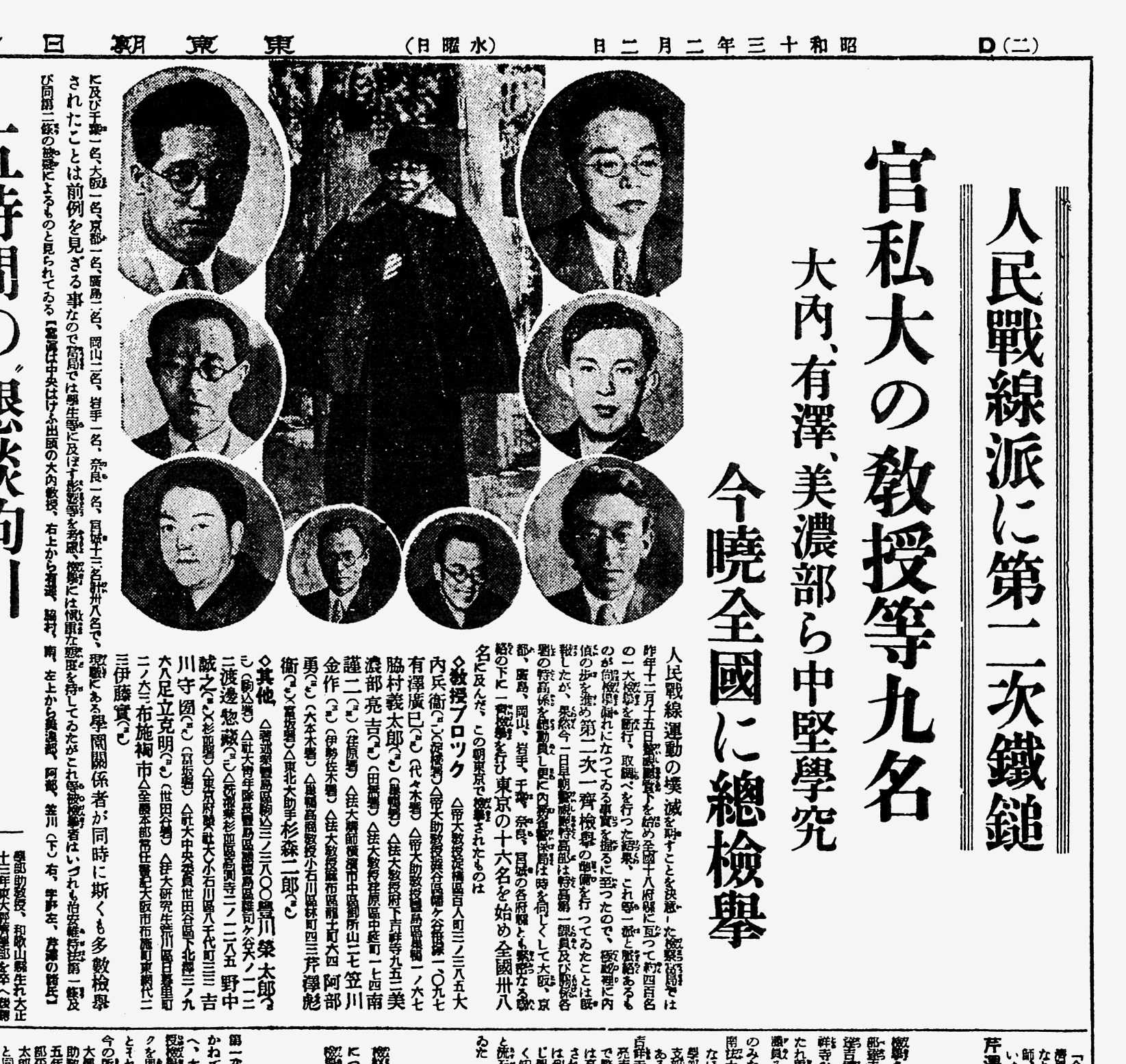
第二次検挙を報じる『東京朝日新聞』（1938年2月2日付朝刊2面）

反ファシズム統一戦線は内部に社会民主主義、自由主義、反戦運動と言った多様な側面を持つ運動で、司法省内部には社会民主主義や自由主義を共産主義の温床だとみなす意見があり、内務省警保局はこの意見に追従し検挙に踏み切った。
1937年12月15日午前6時、警察は全国18府県で466名(加藤勘十が委員長を務めていた日本無産党(日無党)、その支持団体である日本労働組合全国評議会(全評)、全国農民組合などの中央・地方幹部、学者、評論家ら)を検挙した(第1次人民戦線事件)。更に、第1次人民戦線事件のあとの12月22日には、日無党と全評も結社禁止処分となり解散した。その後、翌1938年2月1日、9府県で38名を検挙した(第2次人民戦線事件、教授グループ事件)。教授グループ事件に関しては、当時の東京帝大経済学部内の対立もからんでいたらしい。土方成美、田辺忠男、本位田祥男、橋爪明男ら、特に内務省警保局嘱託だった橋爪が検挙に1枚噛んでいたと言われている。
検挙された484名の内訳は、日無党関係265名、全評関係174名(うち、日無党とも関係のある者は42名)、労農派グループ34名、教授グループ11名である。検挙された中で有名な人物としては、第一次人民戦線事件では、代議士の加藤勘十・黒田寿男、運動家の山川均・荒畑寒村・鈴木茂三郎・岡田宗司・向坂逸郎・大森義太郎など、第二次人民戦線事件では、大内兵衛・有沢広巳・脇村義太郎・宇野弘蔵・美濃部亮吉や佐々木更三・江田三郎などが挙げられる。

## 目的遂行罪の拡大解釈と運用
しかし、検挙はしたものの予審判事から、日本無産党は治安維持法第1条で禁止する結社にはあたらないのではないか、もし天皇制打倒の認識がなかったとすれば第1条第2項にしか該当しないのではないのか、という声が出てきた。この事件は治安維持法違反によって立件されたのではあるが、その適用には無理があり、当時から内部でも適用に躊躇したと思われる回想が残っていたり問題視する声があがっていた。
このような疑問に答え現場の混乱を避けるために司法省は司法処理のための手引書を作成した。それが大審院検事だった池田克による「労農派と日本無産党」というパンフレット(「思想資料パンフレット第一輯」昭和十三年三月)である。池田は、目的遂行罪の拡大解釈を最も主導的に推進した人物である。池田の拡大解釈路線に対しては、取り調べが困難、証拠の収集も同様であり、公訴の維持が困難である、との反論が出たが、池田は猛烈に反論している。司法省は1938年6月から9月にかけて各地で裁判官、検事を集めて思想実務家会同を開催し、池田や同じく大審院検事だった正木亮を派遣、趣旨の徹底を図った。
治安維持法適用のために展開された理屈は、前述のパンフレット「労農派と日本無産党」に明瞭に見て取ることができる。このパンフレットの中では「結局に於いて」「窮極に於いて」という論理による拡大解釈を多用した1種の詭弁が用いられており、適用のための論理は強引なもの(治安維持法第1条に規定されている目的遂行罪の拡大解釈)になった。この「窮極に於いて」という論理は、治安維持法の拡大解釈を批判する際にしばしば引用されるフレーズである。
治安維持法適用の問題点としてはまず、労農派自体が単なるグループであって結社ではなかったことがあげられる。治安維持法は結社を取り締まる法律だったので、その適用には無理があった。更に、労農派の活動は合法活動の範囲内で行われており、反ファッショ運動も「国体変革」を目指したものではなかった(治安維持法の第1条は、「国体変革」を目的として結社を作ること、その役員や指導者になること、そのような結社に加入すること、そのための目的遂行を禁止している)。
しかし、思想検事たちはそのようなことには頓着しなかった。彼らはまず、国外にあるコミンテルンを「国体変革」を目的とする結社だとみなし、それに国内法を適用するという無理を犯した。さらに、被疑者からコミンテルンに対する認識さえ得られれば、それがどんな種類の認識であっても処罰の対象にできる、と拡大解釈を進めた。

## 無罪判決と余波
強引な運用によって合法活動を検挙したため、現場は少なからぬ混乱に見舞われた。原因は起訴・不起訴の基準がはっきりしなかったためである。岡山地検からは「労農派グループを結社と認むるかの可否」、秋田地裁からは「所謂人民戦線運動は治安維持法第1条の適用を受くるものなりや否や」といった声があがった。強引な検挙は裏目に出て、教授グループ事件を中心に次々と無罪判決が出された。
これに不服だった思想検事たちは、1938年頃から再び動き始めた治安維持法改正の目標に突き進んでいった。(ただし、法改正の動機はこれだけではなく、特別高等警察が常用した被疑者の不法拘束・拷問が議会で問題視されたので規制せざるを得なくなったこと、今の治安維持法は使い勝手が悪いからもっと楽に検挙できる法律に変えたい、更には「類似宗教」(新興の民衆宗教)団体を検挙する際に治安維持法の適用は無理なので同法違反となるように改正したいという思想検事の要求、裁判所の令状を不要とする強制捜査権を検事に与えたい司法省の思惑なども絡んでいる。)

## 判決
検挙者はいずれも治安維持法で起訴され、多く(第二次検挙で逮捕された教授グループは全員)は第2審で無罪が確定したが、加藤・鈴木・山川らは第2審でも有罪判決が下された。敗戦で治安維持法がなくなったため、加藤らは全員、1945年（昭和20年）に免訴になった。
1970年の研究レベルでは、代表的な人物に対する判決は以下のようだったことがわかっている。
山川均1941年9月21日第1審判決 求刑七年、懲役五年、未決勾留日通算数百日
1944年9月25日第2審判決 懲役3年、未決勾留日通算数百日
1945年11月7日上告審判決 治安維持法廃止により免訴
加藤勘十1942年9月30日第1審判決 懲役3年、未決勾留日通算650日
第2審でも有罪、上告審で免訴
鈴木茂三郎1942年9月30日第1審判決 懲役5年
1944年9月25日第2審判決 懲役2年6月、未決勾留日通算数百五十日
1945年11月8日上告審判決 免訴
大森義太郎保釈後1940年7月に死去、同年10月30日第1審判決 公訴棄却
荒畑寒村1939年12月28日予審終結決定 付公判
向坂逸郎1942年9月21日第1審判決 懲役2年
有沢広巳1942年9月28日第1審判決 懲役2年、3年間執行猶予
第2審判決 無罪
脇村義太郎1942年9月28日第1審判決 無罪
第2審判決 無罪
阿部勇1942年9月28日第1審判決 懲役2年、未決勾留日通算二百五十日、執行猶予3年
第2審判決 無罪
美濃部亮吉1942年9月28日第1審判決 無罪
第2審判決 無罪
南謹二1942年9月28日第1審判決 無罪
1943年12月22日死去
大内兵衛1942年9月28日第1審判決 無罪
第2審判決 無罪
宇野弘蔵1939年10月16日第1審判決 無罪
1940年12月23日第2審判決 無罪